# Znajdź i weź
"Znajdź i weź" − drugi singel promujący drugi album wokalistki Ramony Rey zatytułowany Ramona Rey 2. Producentem i autorem muzyki jest Tel Arana. Tekst utworu napisała Ramona Rey. Premiera teledysku odbyła się w styczniu 2009 r. Utwór został wydany także na składance promującej film Kochaj i tańcz.